# Usina Hidrelétrica de Funil
A Usina Hidrelétrica de Funil foi construída no rio Paraíba do Sul, no local conhecido como Salto do Funil no território do município de Resende, no estado do Rio de Janeiro. Tem uma barragem do tipo abóbada de concreto, com dupla curvatura, única no Brasil.
Sua construção já vinha sendo planejada desde a década de 1930, mas somente em 1961 as obras foram iniciadas pela Companhia Hidrelétrica do Vale do Paraíba (Chevap). Em 1965, a usina foi absorvida pela Eletrobrás que, dois anos mais tarde, designou Furnas para concluir a construção.
Em 1969, teve início a operação e, um ano e meio depois, a usina já fornecia ao sistema elétrico de FURNAS sua capacidade total: 216 MW.
Apesar de possuir uma potência instalada inferior às demais usinas de Furnas, a Usina de Funil é considerada de grande importância para o Sistema por estar localizada próxima aos grandes centros consumidores.
A origem do nome da Usina Hidrelétrica do Funil deve-se a existência do chamado "Paredão", um acidente geográfico deste trecho no Rio Paraíba do Sul, nas proximidades do distrito de Engenheiro Passos. Neste local o Rio Paraíba do Sul possuía uma passagem de apenas 14 metros de largura para suas águas, sendo bloqueada por altos paredões rochosos; atualmente, em grande parte submerso pelas águas da represa da usina.

## Dados Técnicos

### BARRAGEM
Altura máxima: 85 m
Desenvolvimento no coroamento: 385 m
Largura no coroamento: 3,6 m
Elevação no coroamento: 468 m
Volume total: 270.000 m³

### RESERVATÓRIO
Nível máximo de armazenamento: 466,5 m
Nível de máxima cheia:466,5 m
Nível mínimo de operação: 444 m
Área inundada: 40 km²
Volume total: 8,9 bilhões m³
Volume útil: 6,2 bilhões m³

### ESTRUTURA DE CONCRETO:

#### TOMADA D’ÁGUA:
3 Comportas do tipo lagarta
Altura d’água sobre a soleira - 77,83 m
largura - 4,5 m altura - 6,2 m
Fabricantes: B.V.S. (França) / MEP (Brasil)

#### VERTEDOURO:
Descarga Máxima: 1.700 m³/s (margem direita) e 2.700 m³ (margem esquerda) 
Comportas: Tipo - segmento 
Quantidade - 1 (margem direita) e 2 (margem esquerda) 
Dimensões: largura - 11,47 m (margem direita) e 13 m (margem esquerda) 
altura - 16,53 m (margem direita) e 14,16 m (margem esquerda) 
raio - 16,10 m (margem direita) e 13 m (margem esquerda) 
Fabricantes: Bardella/Brasil (margem direita) e MEP/Brasil (margem esquerda) 

#### CASA DE FORÇA
Tipo: coberta, de planta curva 
Dimensão: 90,47 m x 21 m 
Unidades geradoras: Quantidade - 3 
Rotação: 163,3 rpm 
Potência nominal: 72 MW 
Turbinas: Tipo - Francis de eixo vertical 
Fabricante: Ansaldo San Giorgio (Itália) / Coemsa (Brasil) 
Geradores: Freqüência - 60 Hz
Tensão nos terminais: 13,8kV 
Fabricante: GESA (Brasil)
Transformadores: 10 (operação mais reserva)
Tipo - monofásico 
Capacidade total em operação – 270 MVA
Relação de transformação: 13,8 / 138 kV

Fabricante: GE